# Lewkowszczyzna
Lewkowszczyzna (biał. Ляўкоўшчына, Laukouszczyna; ros. Левковщина, Lewkowszczina) – wieś na Białorusi, w obwodzie mińskim, w rejonie stołpeckim, w sielsowiecie Rubieżewicze.

## Historia
W dwudziestoleciu międzywojennym leżała w Polsce, w województwie nowogródzkim, w powiecie stołpeckim, w gminie Rubieżewicze. W 1921 miejscowość liczyła 105 mieszkańców, zamieszkałych w 18 budynkach, wyłącznie Polaków. 97 mieszkańców było wyznania rzymskokatolickiego i 8 prawosławnego.
Po II wojnie światowej w granicach Związku Sowieckiego. Od 1991 w niepodległej Białorusi.